# Albligen
Albligen és un municipi del cantó de Berna (Suïssa), situat a l'antic districte de Schwarzenburg i a l'actual Berna-Mittelland.